# Elaphoglossum
Elaphoglossum, rod papratnjača iz porodice papratki (Dryopteridaceae). Pripada mu preko 755 vrsta (plus 6 hibrida) raširenih po svim kontinentima osim Europe, preko 500 u tropskoj Americi, jedna u  Australiji
Dio je potporodice Elaphoglossoideae

## Vrste
1. Elaphoglossum accedens (Mett.) Christ
2. Elaphoglossum achroalepis (Baker) C. Chr.
3. Elaphoglossum acrocarpum (Mart.) T. Moore
4. Elaphoglossum acrostichoides (Hook. & Grev.) Schelpe
5. Elaphoglossum actinolepis (Sodiro) C. Chr.
6. Elaphoglossum actinotrichum (Mart.) T. Moore
7. Elaphoglossum acutifolium Rosenst.
8. Elaphoglossum acutum (Fée) Brade
9. Elaphoglossum adrianae A. Rojas
10. Elaphoglossum aemulum (Kaulf.) Brack.
11. Elaphoglossum affine (M. Martens & Galeotti) T. Moore
12. Elaphoglossum alansmithii Mickel
13. Elaphoglossum alatum Gaudich.
14. Elaphoglossum albomarginatum A. R. Sm.
15. Elaphoglossum alfredii Rosenst.
16. Elaphoglossum alipes Mickel
17. Elaphoglossum alpestre (Gardner) T. Moore
18. Elaphoglossum alpinum Ballard
19. Elaphoglossum alvaradoanum A. Rojas
20. Elaphoglossum amazonicum Atehortúa ex Mickel
21. Elaphoglossum ambiguum (Mett. ex Christ) Alston
22. Elaphoglossum amblyphyllum P. R. Bell
23. Elaphoglossum ambrense Rouhan
24. Elaphoglossum amorimii F. B. Matos & Mickel
25. Elaphoglossum amparoanum A. Rojas
26. Elaphoglossum amphioxys Mickel
27. Elaphoglossum amplum Mickel
28. Elaphoglossum amygdalifolium (Mett. ex Kuhn) Christ
29. Elaphoglossum anceps Mickel
30. Elaphoglossum andersonii Mickel
31. Elaphoglossum andicola (Fée) T. Moore
32. Elaphoglossum andohahelense Rouhan
33. Elaphoglossum andreanum Christ
34. Elaphoglossum angamarcanum (Sodiro) C. Chr.
35. Elaphoglossum angulatum (Blume) T. Moore
36. Elaphoglossum angustatum (Schrad.) Hieron.
37. Elaphoglossum angustifrons Holttum
38. Elaphoglossum angustioblongum A. Rojas
39. Elaphoglossum angustius Mickel
40. Elaphoglossum angustum (Fée) Christ
41. Elaphoglossum anjanaharibense Rouhan
42. Elaphoglossum annamense C. Chr. & Tardieu-Blume
43. Elaphoglossum anoriense A. Rojas & W. D. Rodr.
44. Elaphoglossum anthracinum A. Vasco, Mickel & R. C. Moran
45. Elaphoglossum antioquianum Hieron.
46. Elaphoglossum antisanae (Sodiro) C. Chr.
47. Elaphoglossum aphlebium (Kunze ex Klotzsch) T. Moore
48. Elaphoglossum apiculatum Holttum
49. Elaphoglossum apodum (Kaulf.) Schott
50. Elaphoglossum apoense Holttum
51. Elaphoglossum apparicioi Brade
52. Elaphoglossum appressum Mickel
53. Elaphoglossum approximatum Rouhan
54. Elaphoglossum arachnidoideum Mickel
55. Elaphoglossum arachnoideum Holttum
56. Elaphoglossum archboldii Copel.
57. Elaphoglossum aschersonii Hieron.
58. Elaphoglossum aspidiolepis (Baker) C. Chr.
59. Elaphoglossum asterolepis (Baker) C. Chr.
60. Elaphoglossum atehortuae F. B. Matos & R. C. Moran
61. Elaphoglossum atrobarbatum Mickel
62. Elaphoglossum aubertii (Desv.) T. Moore
63. Elaphoglossum auricomum (Kunze) T. Moore
64. Elaphoglossum auripilum Christ
65. Elaphoglossum austromarquesense Rouhan & Lorence
66. Elaphoglossum avaratraense Rakotondr.
67. Elaphoglossum ayopayense M. Kessler & Mickel
68. Elaphoglossum backhouseanum T. Moore
69. Elaphoglossum badinii Novelino
70. Elaphoglossum bahiense Rosenst.
71. Elaphoglossum bakeri (Sodiro) Christ
72. Elaphoglossum balliviani Rosenst.
73. Elaphoglossum baquianorum A. Rojas
74. Elaphoglossum barbatum (H. Karst.) Hieron.
75. Elaphoglossum barnebyanum A. Rojas
76. Elaphoglossum barteri (Baker) C. Chr.
77. Elaphoglossum basitruncatum Brownlie
78. Elaphoglossum beaurepairei (Fée) Brade
79. Elaphoglossum beauverdii Damazio
80. Elaphoglossum beckeri Brade
81. Elaphoglossum beddomei Sledge
82. Elaphoglossum beitelii (Mickel) A. Rojas
83. Elaphoglossum bellermannianum (Klotzsch) T. Moore
84. Elaphoglossum betancurii A. Rojas
85. Elaphoglossum bifurcatum (Jacq.) Sw.
86. Elaphoglossum biolleyi Christ
87. Elaphoglossum bittneri A. Rojas
88. Elaphoglossum blanchetii (Mett.) C. Chr.
89. Elaphoglossum blepharis A. Vasco, Mickel & R. C. Moran
90. Elaphoglossum blepharoglottis Mickel
91. Elaphoglossum blumeanum (Fée) J. Sm.
92. Elaphoglossum bolanicum Rosenst.
93. Elaphoglossum bonapartii Rosenst.
94. Elaphoglossum boquetense Mickel
95. Elaphoglossum boragineum (Sodiro) Christ
96. Elaphoglossum boryanum (Fée) T. Moore
97. Elaphoglossum boudriei Mickel
98. Elaphoglossum brachymischum Rouhan
99. Elaphoglossum brachyneuron (Fée) J. Sm.
100. Elaphoglossum bradeanum Melo & Salino
101. Elaphoglossum brenesii Mickel
102. Elaphoglossum brevifolium Holttum
103. Elaphoglossum brevipes (Kunze) T. Moore
104. Elaphoglossum brevipetiolatum F. B. Matos & Mickel
105. Elaphoglossum brevissimum Mickel
106. Elaphoglossum brunneum Copel.
107. Elaphoglossum bryogenes Mickel
108. Elaphoglossum buchtienii Rosenst.
109. Elaphoglossum burchellii (Baker) C. Chr.
110. Elaphoglossum caespitosum (Sodiro) Christ
111. Elaphoglossum calanasanicum Holttum
112. Elaphoglossum callifolium (Blume) J. Sm.
113. Elaphoglossum camptolepis Mickel
114. Elaphoglossum campylolepium J. P. Roux
115. Elaphoglossum capuronii Tardieu
116. Elaphoglossum cardenasii Wagner
117. Elaphoglossum cardioglossum Mickel
118. Elaphoglossum cardiophyllum (Hook.) T. Moore
119. Elaphoglossum caricifolium Mickel
120. Elaphoglossum caridadae A. Rojas
121. Elaphoglossum caroliae Mickel
122. Elaphoglossum carolinense Hosok.
123. Elaphoglossum carrascoense M. Kessler & Mickel
124. Elaphoglossum casanense Rosenst.
125. Elaphoglossum castaneum (Baker) Diels
126. Elaphoglossum catenatum F. B. Matos & R. C. Moran
127. Elaphoglossum caudulatum Mickel
128. Elaphoglossum cedralense A. Rojas
129. Elaphoglossum cerussatum Tardieu
130. Elaphoglossum ceylanicum Krajina ex Sledge
131. Elaphoglossum chartaceum (Baker) C. Chr.
132. Elaphoglossum chevalieri Christ
133. Elaphoglossum chloodes Mickel
134. Elaphoglossum chocoense A. Rojas
135. Elaphoglossum chodatii (Sodiro) C. Chr.
136. Elaphoglossum choquetangae M. Kessler & Mickel
137. Elaphoglossum christianeae Mickel
138. Elaphoglossum christii (Sodiro) C. Chr.
139. Elaphoglossum chrysolepis (Fée) Alston
140. Elaphoglossum chrysopogon Mickel
141. Elaphoglossum ciliatosquama A. Rojas
142. Elaphoglossum ciliatum (C. Presl) T. Moore
143. Elaphoglossum cinereum (Sodiro) C. Chr.
144. Elaphoglossum cinnamomeum (Baker) Diels
145. Elaphoglossum cismense Rosenst.
146. Elaphoglossum clathratum F. B. Matos & R. C. Moran
147. Elaphoglossum clewellianum Mickel & Beitel
148. Elaphoglossum cocosense Mickel
149. Elaphoglossum coimbra-buenoi Brade
150. Elaphoglossum commissurale Melo & Salino
151. Elaphoglossum commutatum (Mett. ex Kuhn) Alderw.
152. Elaphoglossum concinnum Mickel
153. Elaphoglossum conforme (Sw.) Schott
154. Elaphoglossum confusum Christ
155. Elaphoglossum consobrinum (Kunze) T. Moore
156. Elaphoglossum conspersum Christ
157. Elaphoglossum coracinolepis Rouhan
158. Elaphoglossum corazonense Christ
159. Elaphoglossum corderoanum (Sodiro) Christ
160. Elaphoglossum coriaceum Bonap.
161. Elaphoglossum coriifolium Mickel
162. Elaphoglossum correae Mickel
163. Elaphoglossum costaricense Christ
164. Elaphoglossum cotapatense M. Kessler & Mickel
165. Elaphoglossum coto-brusense A. Rojas
166. Elaphoglossum cotoi A. Rojas
167. Elaphoglossum coursii Tardieu
168. Elaphoglossum craspedotum Copel.
169. Elaphoglossum crassicaule Copel.
170. Elaphoglossum crassifolium (Gaudich.) W. R. Anderson & Crosby
171. Elaphoglossum crassinerve (Kunze) T. Moore
172. Elaphoglossum crassipes (Hieron.) Diels
173. Elaphoglossum cremersii Mickel
174. Elaphoglossum crinitum (L.) Christ
175. Elaphoglossum crispatum Mickel
176. Elaphoglossum croatii Mickel
177. Elaphoglossum cruzense M. Kessler & Mickel
178. Elaphoglossum cubense (Mett.) C. Chr.
179. Elaphoglossum curtii Rosenst.
180. Elaphoglossum curvans (Kunze) A. Rojas
181. Elaphoglossum cuspidatum (Willd.) T. Moore
182. Elaphoglossum dannoritzeri M. Kessler
183. Elaphoglossum davidsei Mickel
184. Elaphoglossum decaryanum Tardieu
185. Elaphoglossum deckenii (Kuhn) C. Chr.
186. Elaphoglossum decoratum (Kunze) T. Moore
187. Elaphoglossum decurrens (Desv.) T. Moore
188. Elaphoglossum decursivum Mickel
189. Elaphoglossum delasotae Mickel
190. Elaphoglossum delgadilloanum A. Rojas
191. Elaphoglossum delicatulum Mickel
192. Elaphoglossum deltoideum (Sodiro) Christ
193. Elaphoglossum dendricolum (Baker) Christ
194. Elaphoglossum denudatum (Jenman) Maxon ex C. V. Morton
195. Elaphoglossum deorsum (H. Karst.) Vareschi
196. Elaphoglossum desireanum Rouhan
197. Elaphoglossum didymoglossoides C. Chr.
198. Elaphoglossum diminutum Mickel
199. Elaphoglossum dimorphum (Hook. & Grev.) T. Moore
200. Elaphoglossum discolor (Kuhn) C. Chr.
201. Elaphoglossum dissitifrons Mickel
202. Elaphoglossum doanense L. D. Gómez
203. Elaphoglossum dolichopus Mickel
204. Elaphoglossum dombeyanum (Fée) Hieron.
205. Elaphoglossum dominii Krajina
206. Elaphoglossum dragonense A. Rojas
207. Elaphoglossum drakensbergense Schelpe
208. Elaphoglossum dumrongii Tagawa & K. Iwats.
209. Elaphoglossum dussii Underw. ex Maxon
210. Elaphoglossum dutrae Brade
211. Elaphoglossum eatonianum (E. Britton) C. Chr.
212. Elaphoglossum ecuadorense C. Chr.
213. Elaphoglossum edwallii Rosenst.
214. Elaphoglossum eggersii (Baker) Christ
215. Elaphoglossum ekmanii C. Chr.
216. Elaphoglossum elegantipes Mickel
217. Elaphoglossum elkeae M. Kessler & Mickel
218. Elaphoglossum ellenbergianum M. Kessler & Mickel
219. Elaphoglossum ellipticifolium A. Rojas
220. Elaphoglossum engelii (H. Karst.) Christ
221. Elaphoglossum engleri (Sodiro) C. Chr.
222. Elaphoglossum entecnum Mickel
223. Elaphoglossum erinaceum (Fée) T. Moore
224. Elaphoglossum eriopus Mickel
225. Elaphoglossum ernestii Brade
226. Elaphoglossum erythrolepis (Fée) T. Moore
227. Elaphoglossum eutecnum (Mickel) A. Rojas
228. Elaphoglossum eximiiforme Mickel
229. Elaphoglossum eximium (Mett.) Christ
230. Elaphoglossum exsertipes Mickel
231. Elaphoglossum fauriei Copel.
232. Elaphoglossum favigerum Holttum
233. Elaphoglossum fayorum A. Rojas
234. Elaphoglossum feei (Bory ex Fée) T. Moore
235. Elaphoglossum feejeense Brack.
236. Elaphoglossum fendleri F. B. Matos & A. Vasco
237. Elaphoglossum filipes Rosenst.
238. Elaphoglossum flaccidum (Fée ex E. Fourn.) T. Moore
239. Elaphoglossum flavosquamum A. Rojas & W. Baaijen
240. Elaphoglossum florencei Rouhan
241. Elaphoglossum foldatsii Vareschi
242. Elaphoglossum fonckii (Phil.) T. Moore
243. Elaphoglossum forsythii-majoris Christ
244. Elaphoglossum fortipes Mickel
245. Elaphoglossum fournierianum L. D. Gómez
246. Elaphoglossum fuertesii Brause
247. Elaphoglossum furfuraceum (Mett. ex Kuhn) Christ
248. Elaphoglossum gamboanum A. Rojas
249. Elaphoglossum gardnerianum (Kunze) T. Moore
250. Elaphoglossum gayanum (Fée) T. Moore
251. Elaphoglossum gehrtii Sehnem
252. Elaphoglossum gemmatum A. Vasco
253. Elaphoglossum gillespiei Copel.
254. Elaphoglossum giraldoi A. Rojas & W. D. Rodr.
255. Elaphoglossum glabellum J. Sm.
256. Elaphoglossum glabratum (Mett.) T. Moore
257. Elaphoglossum glabrescens A. Vasco
258. Elaphoglossum glabricaule Rouhan
259. Elaphoglossum gladiifolium Rouhan
260. Elaphoglossum glaucescens Rosenst.
261. Elaphoglossum glaucum T. Moore
262. Elaphoglossum glaziovii (Fée) Brade
263. Elaphoglossum gloeorrhizum Mickel
264. Elaphoglossum glossoides André ex Christ
265. Elaphoglossum glossophyllum Hieron.
266. Elaphoglossum gomezianum A. Rojas
267. Elaphoglossum gonzalesiae M. Kessler & Mickel
268. Elaphoglossum gorgoneum (Kaulf.) Brack.
269. Elaphoglossum gossypinum (Sodiro) C. Chr.
270. Elaphoglossum gracilifolium J. P. Roux
271. Elaphoglossum gracilipes (Fée) C. Chr.
272. Elaphoglossum gracillimum Mickel
273. Elaphoglossum grallator Mickel
274. Elaphoglossum gramineum (Jenman) Urb.
275. Elaphoglossum gratum (Fée) T. Moore
276. Elaphoglossum grayumii Mickel
277. Elaphoglossum guamanianum (Sodiro) C. Chr.
278. Elaphoglossum guatemalense (Klotzsch) T. Moore
279. Elaphoglossum guentheri Rosenst.
280. Elaphoglossum habbemense Copel.
281. Elaphoglossum haitiense C. Chr.
282. Elaphoglossum hammelianum A. Rojas
283. Elaphoglossum hartwegii (Fée) T. Moore
284. Elaphoglossum hassleri Christ
285. Elaphoglossum hayesii (Mett. ex Kuhn) Maxon
286. Elaphoglossum haynaldii (Sodiro) Losch
287. Elaphoglossum heliconiifolium (Sodiro) Christ
288. Elaphoglossum hellwigianum Rosenst.
289. Elaphoglossum heringeri Brade
290. Elaphoglossum hernandeziae A. Rojas
291. Elaphoglossum herpestes Mickel
292. Elaphoglossum herrerae A. Rojas
293. Elaphoglossum heterochroum Mickel
294. Elaphoglossum heteroglossum Mickel
295. Elaphoglossum heterolepis (Fée) T. Moore
296. Elaphoglossum heterolepium Alderw.
297. Elaphoglossum heteromorphum (Klotzsch) T. Moore
298. Elaphoglossum heterostipes Holttum
299. Elaphoglossum hickenii (Sodiro) C. Chr.
300. Elaphoglossum hieracioides Mickel
301. Elaphoglossum hieronymi (Sodiro) C. Chr.
302. Elaphoglossum hirtum (Sw.) C. Chr.
303. Elaphoglossum hispaniolicum Maxon
304. Elaphoglossum hoffmannii (Mett. ex Kuhn) Christ
305. Elaphoglossum hornei C. Chr.
306. Elaphoglossum horridulum (Kaulf.) J. Sm.
307. Elaphoglossum huacsaro (Ruiz) Christ
308. Elaphoglossum huerlimannii Guillaumin
309. Elaphoglossum humbertii C. Chr.
310. Elaphoglossum hyalinum Christ
311. Elaphoglossum hybridum (Bory) Brack.
312. Elaphoglossum hystrix (Kunze) T. Moore
313. Elaphoglossum idenburgensis Holttum
314. Elaphoglossum iguapense Brade
315. Elaphoglossum imthurnii Krajina
316. Elaphoglossum inaequalifolium (Jenman) C. Chr.
317. Elaphoglossum inciens Mickel
318. Elaphoglossum incognitum A. Rojas
319. Elaphoglossum incubus Mickel
320. Elaphoglossum indrapurae Holttum
321. Elaphoglossum inquisitivum M. Kessler & Mickel
322. Elaphoglossum insulare C. Chr.
323. Elaphoglossum ipshookense Mickel, Mickel & Beitel
324. Elaphoglossum isabelense Brause
325. Elaphoglossum isophyllum (Sodiro) Christ
326. Elaphoglossum itatiayense Rosenst.
327. Elaphoglossum jaliscanum Mickel
328. Elaphoglossum jucundum Mickel
329. Elaphoglossum juruense Samp.
330. Elaphoglossum kessleri A. Rojas
331. Elaphoglossum killipianum Mickel
332. Elaphoglossum killipii Mickel
333. Elaphoglossum kivuense Schelpe
334. Elaphoglossum kuhnii Hieron.
335. Elaphoglossum kusaiense H. Itô
336. Elaphoglossum lagesianum Rosenst.
337. Elaphoglossum lalitae L. D. Gómez
338. Elaphoglossum laminarioides (Bory) T. Moore
339. Elaphoglossum lanatum (Bojer ex Baker) Lorence
340. Elaphoglossum lanceiforme Mickel
341. Elaphoglossum lanceum Mickel
342. Elaphoglossum lancifolium (Desv.) C. V. Morton
343. Elaphoglossum langsdorffii (Hook. & Grev.) T. Moore
344. Elaphoglossum lanigerum Mickel
345. Elaphoglossum lankesteri Mickel
346. Elaphoglossum lasioglottis Mickel
347. Elaphoglossum lasiolepium J. P. Roux
348. Elaphoglossum lastii (Baker) C. Chr.
349. Elaphoglossum latebricolum Vareschi
350. Elaphoglossum latemarginatum Holttum
351. Elaphoglossum latevagans Mickel
352. Elaphoglossum latifolium (Sw.) J. Sm.
353. Elaphoglossum latum (Mickel) Atehortua ex Mickel
354. Elaphoglossum laurifolium (Thouars) T. Moore
355. Elaphoglossum lawyerae Mickel
356. Elaphoglossum laxepaleaceum Rosenst.
357. Elaphoglossum laxisquama Mickel
358. Elaphoglossum lechlerianum (Mett.) T. Moore
359. Elaphoglossum leebrowniae Mickel
360. Elaphoglossum lehmannianum Christ
361. Elaphoglossum lellingeri Mickel
362. Elaphoglossum lenticulatum A. Rojas
363. Elaphoglossum leonardii Mickel
364. Elaphoglossum lepervanchii (Bory ex Fée) T. Moore
365. Elaphoglossum lepidothrix Mickel
366. Elaphoglossum lepidotum (Willd.) J. Sm.
367. Elaphoglossum leporinum L. D. Gómez
368. Elaphoglossum leprosum (Mett.) Christ
369. Elaphoglossum leptophlebium (Baker) C. Chr.
370. Elaphoglossum lessonii (Mett.) C. Chr.
371. Elaphoglossum leucolepis (Baker) Krajina ex Tardieu
372. Elaphoglossum lherminieri (Bory ex Fée) T. Moore
373. Elaphoglossum lindenii (Bory ex Fée) T. Moore
374. Elaphoglossum lindigii (H. Karst.) T. Moore
375. Elaphoglossum lingua (Raddi) Brack.
376. Elaphoglossum lisboae Rosenst.
377. Elaphoglossum litanum (Sodiro) C. Chr.
378. Elaphoglossum lloense (Hook.) T. Moore
379. Elaphoglossum lonchophyllum (Fée) T. Moore
380. Elaphoglossum longiacuminatum Rouhan
381. Elaphoglossum longicaudatum Mickel
382. Elaphoglossum longicrure Christ
383. Elaphoglossum longifolium (Jacq.) J. Sm.
384. Elaphoglossum longipilosum (Mickel ex Atehortúa) A. Rojas
385. Elaphoglossum longissimum (Sodiro) C. Chr.
386. Elaphoglossum longistipitatum A. Rojas
387. Elaphoglossum longius Mickel
388. Elaphoglossum loreae Mickel
389. Elaphoglossum lorentzii (Hieron.) Christ
390. Elaphoglossum lucens A. Rojas
391. Elaphoglossum luciae A. Rojas
392. Elaphoglossum luridum (Fée) Christ
393. Elaphoglossum luteum A. Rojas
394. Elaphoglossum luteynii Mickel
395. Elaphoglossum luzonicum Copel.
396. Elaphoglossum macahense (Fée) Rosenst.
397. Elaphoglossum macdougalii A. Rojas
398. Elaphoglossum macilentum Mickel
399. Elaphoglossum macrophyllum (Klotzsch) Christ
400. Elaphoglossum macropodium (Fée) T. Moore
401. Elaphoglossum macrorhizum (Baker) C. Chr.
402. Elaphoglossum macrostandleyi A. Rojas
403. Elaphoglossum maculatum Mickel
404. Elaphoglossum madidiense M. Kessler & Mickel
405. Elaphoglossum maguirei Mickel
406. Elaphoglossum malayense Holttum
407. Elaphoglossum manantlanense Mickel
408. Elaphoglossum mandonii (Mett.) Christ
409. Elaphoglossum marginale (Baker) Christ
410. Elaphoglossum marginatum (Wall. ex Fée) T. Moore
411. Elaphoglossum maritzae A. Rojas
412. Elaphoglossum marojejyense Tardieu
413. Elaphoglossum marquisearum Bonap.
414. Elaphoglossum martinezianum A. Rojas
415. Elaphoglossum martinicense (Desv.) T. Moore
416. Elaphoglossum mathewsii (Fée) T. Moore
417. Elaphoglossum maxonii Underw. ex Morton
418. Elaphoglossum maya N. T. L. Pena
419. Elaphoglossum mcvaughii Mickel
420. Elaphoglossum melancholicum Vareschi
421. Elaphoglossum melanochlamys Holttum
422. Elaphoglossum melanostictum (Blume) T. Moore
423. Elaphoglossum meridense (Klotzsch) T. Moore
424. Elaphoglossum mesoamericanum A. Rojas
425. Elaphoglossum metallicum Mickel
426. Elaphoglossum mettenii (Kuhn) Christ
427. Elaphoglossum mexicanum (E. Fourn.) A. Rojas
428. Elaphoglossum meyeri Rouhan
429. Elaphoglossum mickelianum A. Rojas
430. Elaphoglossum mickeliorum F. B. Matos & R. C. Moran
431. Elaphoglossum micradenium (Fée) T. Moore
432. Elaphoglossum micropogon Mickel
433. Elaphoglossum microproductum A. Rojas
434. Elaphoglossum miersii (Baker) C. Chr.
435. Elaphoglossum mildbraedii Hieron.
436. Elaphoglossum milnei Krajina
437. Elaphoglossum miniatum (Christ) Christ
438. Elaphoglossum minutissimum R. C. Moran & Mickel
439. Elaphoglossum minutum (Pohl ex Fée) T. Moore
440. Elaphoglossum mitorrhizum Mickel
441. Elaphoglossum molle (Sodiro) C. Chr.
442. Elaphoglossum monicae Mickel
443. Elaphoglossum montanum Kieling-Rubio & Windisch
444. Elaphoglossum montgomeryi Mickel
445. Elaphoglossum moorei (E. Britton) Christ
446. Elaphoglossum moralesii A. Rojas
447. Elaphoglossum moranii Mickel
448. Elaphoglossum moritzianum (Klotzsch) T. Moore
449. Elaphoglossum mourae Brade
450. Elaphoglossum moyeri Mickel
451. Elaphoglossum muelleri (E. Fourn.) C. Chr.
452. Elaphoglossum muriculatum (Sodiro) C. Chr.
453. Elaphoglossum murinum M. Kessler & Mickel
454. Elaphoglossum murkelense M. Kato
455. Elaphoglossum muscosum (Sw.) T. Moore
456. Elaphoglossum nanoglossum Mickel
457. Elaphoglossum nanum A. Rojas
458. Elaphoglossum nanuzae Novelino
459. Elaphoglossum nastukiae Mickel
460. Elaphoglossum neeanum A. Rojas
461. Elaphoglossum neei M. Kessler & Mickel
462. Elaphoglossum negrosensis Holttum
463. Elaphoglossum nematorhizon Maxon
464. Elaphoglossum nervosum (Bory) Christ
465. Elaphoglossum nesioticum Holttum
466. Elaphoglossum nicaraguense A. Rojas
467. Elaphoglossum nidiforme Mickel
468. Elaphoglossum nidusoides Rouhan & Rakotondr.
469. Elaphoglossum nigrescens (Hook.) T. Moore ex Diels
470. Elaphoglossum nigripes Holttum
471. Elaphoglossum nigrosquama A. Rojas
472. Elaphoglossum nilgiricum Krajina ex Sledge
473. Elaphoglossum nimbaense J. P. Roux
474. Elaphoglossum nivosum (Kunze) Mickel
475. Elaphoglossum norrisii (Hook.) Bedd.
476. Elaphoglossum notatum (Fée) T. Moore
477. Elaphoglossum novogranatense A. Vasco
478. Elaphoglossum novoguineense Rosenst.
479. Elaphoglossum oblanceolatum C. Chr.
480. Elaphoglossum obovatum Mickel
481. Elaphoglossum obscurum (E. Fourn.) C. Chr.
482. Elaphoglossum obtusatum (Carmich.) C. Chr.
483. Elaphoglossum obtusum Mickel
484. Elaphoglossum occidentale (Mickel) F. B. Matos
485. Elaphoglossum ocoense C. Chr.
486. Elaphoglossum oculatum Mickel
487. Elaphoglossum odontolepis Mickel
488. Elaphoglossum oleandropsis (Sodiro) C. Chr.
489. Elaphoglossum ometepense L. D. Gómez
490. Elaphoglossum omissum Mickel
491. Elaphoglossum oophyllum Mickel
492. Elaphoglossum opacum Hieron.
493. Elaphoglossum ophioglossoides (Goldm.) Holttum
494. Elaphoglossum orbignyanum (Fée) T. Moore
495. Elaphoglossum oreophilum A. Vasco
496. Elaphoglossum organense Brade
497. Elaphoglossum ornatiforme Mickel
498. Elaphoglossum ornatum (Mett.) Christ
499. Elaphoglossum ornithoglossum Mickel
500. Elaphoglossum orosiense A. Rojas
501. Elaphoglossum ortegae Mickel
502. Elaphoglossum ovalauense Krajina
503. Elaphoglossum ovatilimbatum Bonap.
504. Elaphoglossum ovatum (Hook. & Grev.) T. Moore
505. Elaphoglossum oxyglossum Mickel
506. Elaphoglossum pachydermum (Fée) T. Moore
507. Elaphoglossum pachyphyllum (Kunze) C. Chr.
508. Elaphoglossum pachyrrhizum Mickel
509. Elaphoglossum pacificum A. Rojas
510. Elaphoglossum pala André ex Christ
511. Elaphoglossum paleaceum (Hook. & Grev.) Sledge
512. Elaphoglossum pallescens Holttum
513. Elaphoglossum pallidosquamum A. Rojas & P. Muñoz
514. Elaphoglossum pallidum (Baker ex Jenman) C. Chr.
515. Elaphoglossum palmarum M. Kessler & Mickel
516. Elaphoglossum palmeri Underw. & Maxon
517. Elaphoglossum palorense Rosenst.
518. Elaphoglossum panamense A. Rojas
519. Elaphoglossum pangoanum (Sodiro) C. Chr.
520. Elaphoglossum pannosum M. Kessler & Mickel
521. Elaphoglossum papillosum (Baker) Christ
522. Elaphoglossum papyraceum (Fée) F. B. Matos & R. C. Moran
523. Elaphoglossum paramicola A. Rojas
524. Elaphoglossum pardalinum Mickel
525. Elaphoglossum parduei Mickel
526. Elaphoglossum parvisquameum Skottsb.
527. Elaphoglossum parvulum Mickel
528. Elaphoglossum pascoense R. M. Tryon
529. Elaphoglossum patinii (Baker) Christ
530. Elaphoglossum patriceanum Rouhan
531. Elaphoglossum pattersoniae Mickel
532. Elaphoglossum paucinervium M. Kessler & Mickel
533. Elaphoglossum paulistanum Rosenst.
534. Elaphoglossum paultonii Mickel
535. Elaphoglossum pellucidomarginatum (Christ) C. Chr.
536. Elaphoglossum pellucidum (Sodiro) C. Chr.
537. Elaphoglossum peltatum (Sw.) Urb.
538. Elaphoglossum pendulum A. Rojas
539. Elaphoglossum perangustum Rouhan
540. Elaphoglossum perelegans (Fée) T. Moore
541. Elaphoglossum perrierianum C. Chr.
542. Elaphoglossum petiolatum (Sw.) Urb.
543. Elaphoglossum petiolosum (Desv.) T. Moore
544. Elaphoglossum phanerophlebium C. Chr.
545. Elaphoglossum phoras Mickel
546. Elaphoglossum phyllitidis Mickel
547. Elaphoglossum picardae Hieron.
548. Elaphoglossum piloselloides (C. Presl) T. Moore
549. Elaphoglossum pilosius Mickel
550. Elaphoglossum planicosta Holttum
551. Elaphoglossum pleurothallioides Novelino
552. Elaphoglossum plicatum (Cav.) C. Chr.
553. Elaphoglossum plumieri T. Moore
554. Elaphoglossum plumosum (Fée) T. Moore
555. Elaphoglossum poeppigianum (Fée) T. Moore
556. Elaphoglossum polyblepharum Mickel
557. Elaphoglossum polypodium A. Rojas
558. Elaphoglossum polytrichum Christ
559. Elaphoglossum poolii (Baker) Christ
560. Elaphoglossum porteri Hicken
561. Elaphoglossum potomogeton Mickel
562. Elaphoglossum potosianum Christ
563. Elaphoglossum praetermissum Mickel
564. Elaphoglossum praetrepidans M. Kessler
565. Elaphoglossum prestonii (Baker) J. Sm.
566. Elaphoglossum pringlei (Davenp.) C. Chr.
567. Elaphoglossum procurrens (Mett.) T. Moore
568. Elaphoglossum productum Rosenst.
569. Elaphoglossum proliferans Maxon & C. V. Morton
570. Elaphoglossum prominentinervulum Rouhan
571. Elaphoglossum proximum (J. Bommer) Christ
572. Elaphoglossum pruinosum (Sodiro) C. Chr.
573. Elaphoglossum pseudoboryanum Mickel
574. Elaphoglossum pseudodidynamum Hieron.
575. Elaphoglossum pseudoerinaceum A. Rojas
576. Elaphoglossum pseudoherminieri A. Rojas
577. Elaphoglossum pseudovillosum Bonap.
578. Elaphoglossum pteropodum (Sodiro) C. Chr.
579. Elaphoglossum pteropus C. Chr.
580. Elaphoglossum pulchrum M. Kessler & Mickel
581. Elaphoglossum pullenii Holttum
582. Elaphoglossum pumilio Mickel
583. Elaphoglossum pumilum H. J. Lam & Verhey
584. Elaphoglossum punae Mickel
585. Elaphoglossum pusillum (Mett. ex Kuhn) C. Chr.
586. Elaphoglossum pygmaeum (Mett.) Christ
587. Elaphoglossum queenslandicum S. B. Andrews
588. Elaphoglossum quisqueyanum A. Vasco
589. Elaphoglossum quitense (Baker) C. Chr.
590. Elaphoglossum rakotondrainibeae Rouhan
591. Elaphoglossum ramosissimum (Fée) T. Moore
592. Elaphoglossum randii Alston & Schelpe
593. Elaphoglossum rapense Copel.
594. Elaphoglossum raywaense (Jenman) Alston
595. Elaphoglossum recommutatum Holttum
596. Elaphoglossum reductum A. Rojas
597. Elaphoglossum repandum Rouhan
598. Elaphoglossum repens Copel.
599. Elaphoglossum resiniferum Holttum
600. Elaphoglossum resinosum A. Rojas
601. Elaphoglossum revolutum (Liebm.) T. Moore
602. Elaphoglossum rheophilum M. Kato
603. Elaphoglossum rhodesianum Schelpe
604. Elaphoglossum rhomboideum A. Vasco, Mickel & R. C. Moran
605. Elaphoglossum richardii (Bory) Christ
606. Elaphoglossum rigidum (Aubl.) Urb.
607. Elaphoglossum rimbachii (Sodiro) Christ
608. Elaphoglossum riparium Brade
609. Elaphoglossum rivularum J. P. Roux
610. Elaphoglossum robinsonii Holttum
611. Elaphoglossum rojasii N. T. L. Pena
612. Elaphoglossum rosenstockii Christ
613. Elaphoglossum rosettum R. C. Moran & Mickel
614. Elaphoglossum rosillense Urb.
615. Elaphoglossum rubellum Mickel
616. Elaphoglossum rubescens Kuhn apud Christ
617. Elaphoglossum rubicundum (Pohl) Alston
618. Elaphoglossum rufescens (Liebm.) T. Moore
619. Elaphoglossum ruficomum Mickel
620. Elaphoglossum rufidulum (Willd.) C. Chr.
621. Elaphoglossum rufum Mickel
622. Elaphoglossum rupestre (H. Karst.) Christ
623. Elaphoglossum rupicolum (Sodiro) C. Chr.
624. Elaphoglossum russelliae Mickel
625. Elaphoglossum rwandense Pic. Serm.
626. Elaphoglossum rzedowskii Mickel
627. Elaphoglossum sabineanum Rouhan
628. Elaphoglossum samoense Brack.
629. Elaphoglossum sartorii (Liebm.) Mickel, Mickel & Beitel
630. Elaphoglossum savaiense (Baker) Diels
631. Elaphoglossum scandens (Bory ex Fée) T. Moore
632. Elaphoglossum schizolepis (Baker) Christ
633. Elaphoglossum schwackeanum Brade
634. Elaphoglossum sclerophyllum Alderw.
635. Elaphoglossum scolopendrifolium (Raddi) J. Sm.
636. Elaphoglossum scolopendriforme Tardieu
637. Elaphoglossum sehnemii Brade
638. Elaphoglossum sellowianum (Klotzsch) T. Moore
639. Elaphoglossum seminudum Mickel
640. Elaphoglossum semisubulatum R. C. Moran & Mickel
641. Elaphoglossum serpens Maxon & Morton ex Maxon
642. Elaphoglossum setigerum (Sodiro) Diels
643. Elaphoglossum setosum (Liebm.) T. Moore
644. Elaphoglossum sieberi (Hook. & Grev.) T. Moore
645. Elaphoglossum silencioanum A. Rojas
646. Elaphoglossum siliquoides (Jenman) C. Chr.
647. Elaphoglossum simplex (Sw.) Schott
648. Elaphoglossum simulans Mickel
649. Elaphoglossum sinensiumbrarum Rouhan
650. Elaphoglossum sinii C. Chr.
651. Elaphoglossum skottsbergii Krajina
652. Elaphoglossum skutchianum A. Rojas
653. Elaphoglossum smithii (Baker) Christ
654. Elaphoglossum sodiroi (Baker) Christ
655. Elaphoglossum solomonii A. Rojas
656. Elaphoglossum sordidum Christ
657. Elaphoglossum spatulatum (Bory) T. Moore
658. Elaphoglossum spectabile (Sodiro) C. Chr.
659. Elaphoglossum splendens (Bory ex Willd.) Brack.
660. Elaphoglossum sporadolepis (Kunze ex Kuhn) T. Moore ex C. Chr.
661. Elaphoglossum sprucei (Baker) Diels
662. Elaphoglossum squamipes (Hook.) T. Moore
663. Elaphoglossum squamocostatum A. Rojas
664. Elaphoglossum squarrosum (Klotzsch) T. Moore
665. Elaphoglossum standleyi Mickel
666. Elaphoglossum stelligerum (Wall. ex Baker) T. Moore ex Alston & Bonner
667. Elaphoglossum stenoglossum Mickel
668. Elaphoglossum stenolepis Bell ex Holttum
669. Elaphoglossum stenophyllum (Sodiro) Diels
670. Elaphoglossum stergiosii Mickel
671. Elaphoglossum steyermarkii Mickel
672. Elaphoglossum stigmatolepis (Fée) T. Moore
673. Elaphoglossum stipitatum (Bory) T. Moore
674. Elaphoglossum styriacum Mickel
675. Elaphoglossum subandinum C. Chr.
676. Elaphoglossum subarborescens Rosenst.
677. Elaphoglossum subcinnamomeum Hieron.
678. Elaphoglossum subcochleare Christ
679. Elaphoglossum subglabricaule Rouhan
680. Elaphoglossum subnudum C. Chr.
681. Elaphoglossum subsessile (Baker) C. Chr.
682. Elaphoglossum succisifolium (Thouars) T. Moore
683. Elaphoglossum succubus Mickel
684. Elaphoglossum sumatranum Holttum
685. Elaphoglossum sunduei M. Kessler & Mickel
686. Elaphoglossum tabanense Andre ex Christ
687. Elaphoglossum tachirense Mickel
688. Elaphoglossum talamancanum A. Rojas
689. Elaphoglossum tamandarei Brade
690. Elaphoglossum tambillense (Hook.) T. Moore
691. Elaphoglossum tantalinum Mickel
692. Elaphoglossum tarbacense A. Rojas
693. Elaphoglossum tectum (Humb. & Bonpl. ex Willd.) T. Moore
694. Elaphoglossum tejeroanum A. Rojas
695. Elaphoglossum tenax Rosenst.
696. Elaphoglossum tenue Mickel
697. Elaphoglossum tenuiculum (Fée) T. Moore ex C. Chr.
698. Elaphoglossum tenuifolium (Liebm.) T. Moore
699. Elaphoglossum terrestre A. Rojas
700. Elaphoglossum thamnopteris Holttum
701. Elaphoglossum tolimense Kuhn ex Christ
702. Elaphoglossum tomentellum Mickel
703. Elaphoglossum tomentosum (Bory) Christ
704. Elaphoglossum tonduzii Christ
705. Elaphoglossum tosaense (Yatabe) Makino
706. Elaphoglossum tovarense (Mett. ex Kuhn) T. Moore
707. Elaphoglossum tovii E. D. Br.
708. Elaphoglossum trianae Christ
709. Elaphoglossum trichophorum (Sodiro) C. Chr.
710. Elaphoglossum tripartitum (Hook. & Grev.) Mickel
711. Elaphoglossum trivittatum (Sodiro) Christ
712. Elaphoglossum truncicola (H. Karst.) Hieron.
713. Elaphoglossum tsaratananense Rouhan
714. Elaphoglossum tuerckheimii Brause
715. Elaphoglossum ulei Christ
716. Elaphoglossum unduaviense Rosenst.
717. Elaphoglossum urbanii (Sodiro) C. Chr.
718. Elaphoglossum urophyllum Mickel
719. Elaphoglossum vagans (Mett.) Hieron.
720. Elaphoglossum valdespinoi Mickel
721. Elaphoglossum vanderwerffii Mickel
722. Elaphoglossum vareschianum Mickel
723. Elaphoglossum variolatum Mickel
724. Elaphoglossum vascoae F. B. Matos & R. C. Moran
725. Elaphoglossum velongum Mickel
726. Elaphoglossum vepriferum Holttum
727. Elaphoglossum versatile (Sodiro) F. B. Matos
728. Elaphoglossum vestitum (Schltdl. & Cham.) Schott
729. Elaphoglossum vieillardii (Mett.) T. Moore
730. Elaphoglossum viride (E. Fourn.) C. Chr.
731. Elaphoglossum viridicaule Rouhan
732. Elaphoglossum vittarioides Mickel
733. Elaphoglossum vohimavense Tardieu
734. Elaphoglossum vulcanicum Christ
735. Elaphoglossum wageneri (Kunze) T. Moore
736. Elaphoglossum wardiae Mickel
737. Elaphoglossum wawrae (Luerss.) C. Chr.
738. Elaphoglossum welwitschii (Baker) C. Chr.
739. Elaphoglossum wettsteinii Christ
740. Elaphoglossum williamsiorum Mickel
741. Elaphoglossum wrightii (Mett.) T. Moore
742. Elaphoglossum wurdackii Vareschi
743. Elaphoglossum xanthoneuron (Kunze) T. Moore
744. Elaphoglossum xanthopodum Mickel
745. Elaphoglossum xiphiophorum Mickel
746. Elaphoglossum yatesii (Sodiro) Christ
747. Elaphoglossum yoshinagae (Yatabe) Makino
748. Elaphoglossum yourkeorum Mickel
749. Elaphoglossum yungense de la Sota
750. Elaphoglossum zakamenense Tardieu
751. Elaphoglossum zambesiacum Schelpe
752. Elaphoglossum zavalae A. Rojas
753. Elaphoglossum zebrinum Mickel
754. Elaphoglossum zettleri Vareschi
755. Elaphoglossum zosteriformis Mickel
756. Elaphoglossum × adulterinum Lorence
757. Elaphoglossum × cadetii Lorence
758. Elaphoglossum × heterophlebium Lorence
759. Elaphoglossum × morphohybridum A. Rojas
760. Elaphoglossum × revaughanii Lorence
761. Elaphoglossum × setaceum Lorence